# Alex Howe
Alex Howe (* 9. September 1989 in Laconia) ist ein US-amerikanischer Biathlet.

## Leben und Herkunft
Alex Howe stammt aus Gilford in New Hampshire, wo er auch die Gilford High School besuchte. 2012 machte er seinen Abschluss in ökologischer Landwirtschaft an der University of Vermont, lebt und trainiert heute in Craftsbury in US-Bundesstaat Vermont und startet für das Craftsbury Green Racing Project.
Seine ältere Schwester Katrina Howe war ebenfalls Biathletin.

## Karriere
Alex Howe fing bereits in der Mittelstufe mit dem Langlauf an und ist mehrfacher nationaler Meister bei den Junioren. Während seiner Zeit an der Universität lief er für diese auch Ski. Nach seinem Abschluss trat er 2012 dem Craftsbury Green Racing Project bei und wechselte 2015 zum Biathlon.
Seine ersten internationalen Biathlonrennen bestritt er im Rahmen des IBU-Cups 2016/17 im Januar 2017 in Martell in Südtirol. Es folgten Teilnahmen an den Biathlon-Europameisterschaften 2017 in Duszniki-Zdrój und 2018 in Otepää sowie weitere Einsätze im zweitklassigen IBU-Cup, bevor er im Frühjahr 2018 in Kontiolahti und in Oslo seine ersten Rennen im Biathlon-Weltcup lief. In den beiden Sprints wurde er 68. und 89. und verfehlte damit die Punkteränge und die Qualifikation für ein Verfolgungsrennen zum Teil deutlich. Anfang der Saison 2018/19 startete er wieder im IBU-Cup, in der Mixedstaffel in der Lenzerheide wurde er gemeinsam mit Raleigh Goessling, Emily Dreissigacker und Hallie Grossman Neunter und erreichte damit seine erste Top-10-Platzierung im IBU-Cup. Kurz darauf bestritt er beim Heimweltcup in Soldier Hollow seine ersten Weltcuprennen, in der Mixedstaffel wurde er gemeinsam mit Jake Brown, Joanne Reid und Clare Egan erneut Neunter, es war damit auch seine erste Top-10-Platzierung im Weltcup. Im Anschluss daran nahm er an den Biathlon-Europameisterschaften 2019 in Minsk und an den Biathlon-Weltmeisterschaften 2019 in Östersund teil. Nachdem er die ersten Wettkämpfe des Biathlon-Weltcups 2019/20 bis Ende Dezember 2019 ohne Punkte beendet hatte, lief er den Rest der Saison wieder ausschließlich Rennen im zweitklassigen IBU-Cup.

## Statistik

### Biathlon-Weltcup-Platzierungen
Die Tabelle zeigt alle Platzierungen (je nach Austragungsjahr einschließlich Olympische Spiele und Weltmeisterschaften).
- 1.–3. Platz: Anzahl der Podiumsplatzierungen
- Top 10: Anzahl der Platzierungen unter den ersten zehn (einschließlich Podium)
- Punkteränge: Anzahl der Platzierungen innerhalb der Punkteränge (einschließlich Podium und Top 10)
- Starts: Anzahl gelaufener Rennen in der jeweiligen Disziplin
- Staffel: inklusive Mixed- und Single-Mixed-Staffeln

| Platzierung              | Einzel | Sprint | Verfolgung | Massenstart | Staffel | Gesamt |
| ------------------------ | ------ | ------ | ---------- | ----------- | ------- | ------ |
| 1. Platz                 |        |        |            |             |         |        |
| 2. Platz                 |        |        |            |             |         |        |
| 3. Platz                 |        |        |            |             |         |        |
| Top 10                   |        |        |            |             | 2       | 2      |
| Punkteränge              |        |        |            |             | 5       | 5      |
| Starts                   | 2      | 6      |            |             | 5       | 13     |
| Stand: 31. Dezember 2021 |        |        |            |             |         |        |

### Weltmeisterschaften
| Weltmeisterschaft | Weltmeisterschaft | Einzel | Sprint | Verfolgung | Massenstart | Staffel | Mixedstaffel | Single-Mixedstaffel |
| Jahr              | Ort               | Einzel | Sprint | Verfolgung | Massenstart | Staffel | Mixedstaffel | Single-Mixedstaffel |
| ----------------- | ----------------- | ------ | ------ | ---------- | ----------- | ------- | ------------ | ------------------- |
| 2019              | Östersund         | 84.    | –      | –          | –           | 19.     | –            | –                   |